# Опатка (округ Кошиці-околиця)
Опатка (словац. Opátka) — село в окрузі Кошиці-околиця Кошицького краю Словаччини. Площа села 13,9 км². Станом на 31 грудня 2016 року в селі проживало 96 жителів.

## Історія
Перші згадки про село датуються 1445 роком.

## Населення
| Рік:            | 1994. | 2004.   | 2014.   | 2024.    |
| --------------- | ----- | ------- | ------- | -------- |
| Кількість осіб: | 91    | 83      | 90      | 110      |
| Різниця:        |       | -8,79 % | +8,43 % | +22,22 % |

| Рік:            | 2023. | 2024.   |
| --------------- | ----- | ------- |
| Кількість осіб: | 110   | 110     |
| Різниця:        |       | -1,42 % |